# Синій місяць

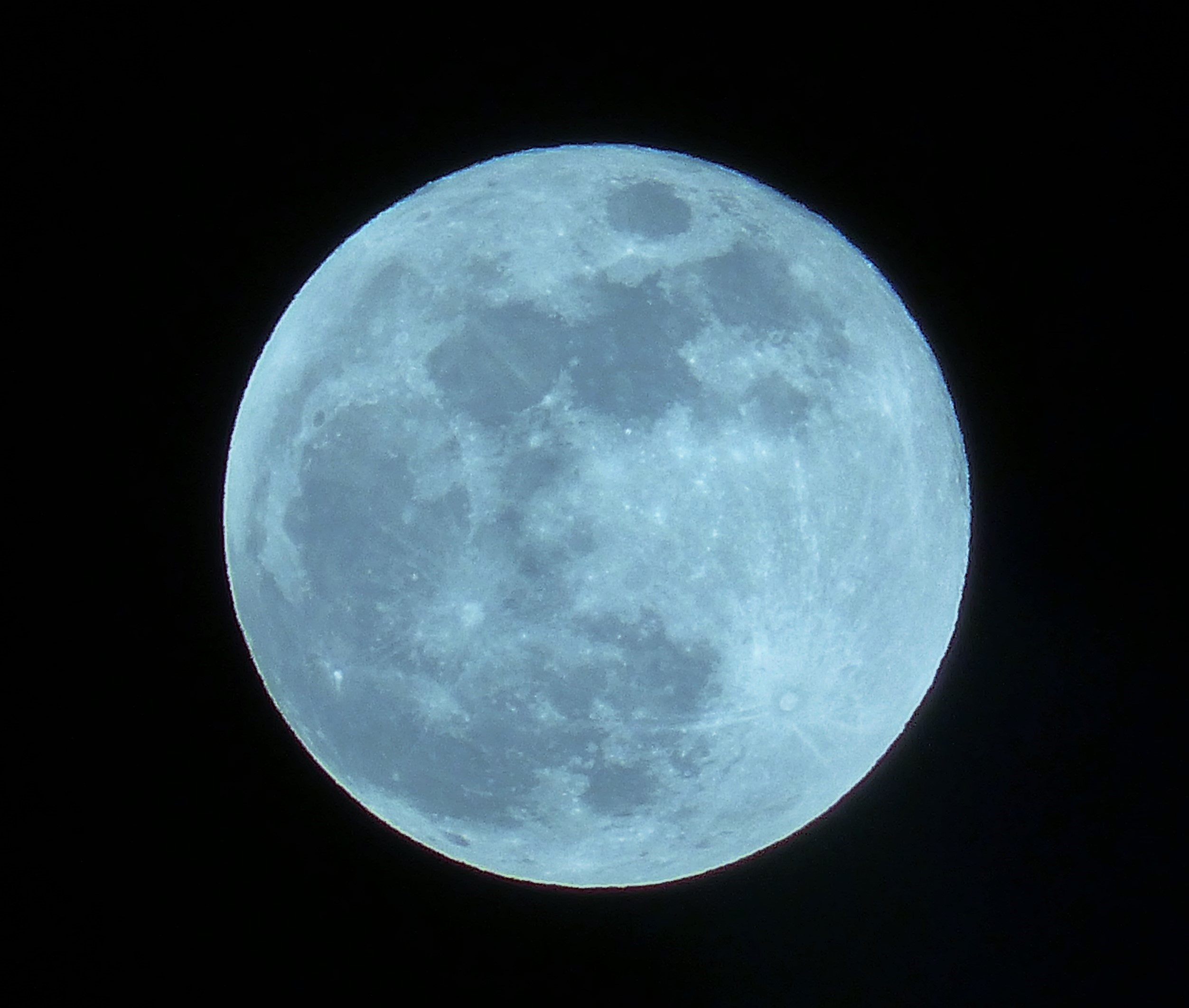
Синій місяць

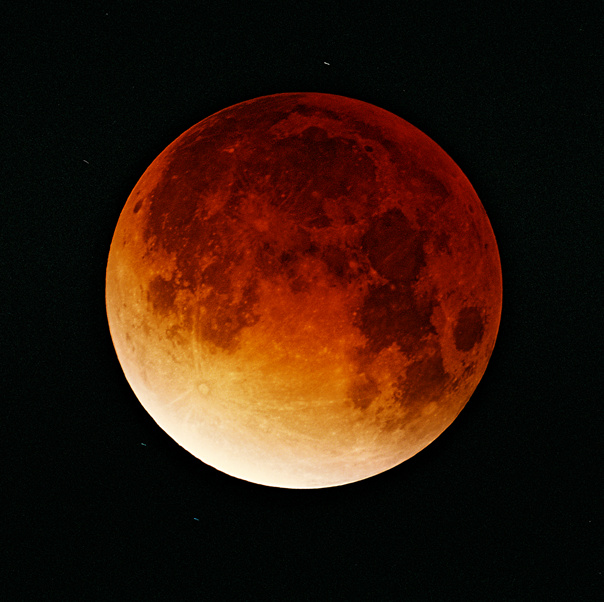
Червоний місяць

Синій місяць, Червоний місяць — рідкісне оптичне явище. Зміна кольору супутника Землі, при спостереженні з поверхні планети, з сірого на блакитний чи червонуватий відбувається внаслідок запиленості атмосфери, підвищеної вологості або з інших причин.

## Цікаві факти
Синій місяць — настільки рідкісне природне явище, що в англійців є навіть приказка «одного разу за Синього Місяця» (англ. Once in a Blue Moon). Проте цей вираз стосується рідкісного (в середньому раз на 2,7154 роки) астрономічного явища, другого повного місяця за один календарний місяць. Синій Місяць з'являється від попелу і гару. Наприклад, одного разу, коли в Канаді горіли ліси, місяць був синій цілий тиждень.
«Червоний місяць» — оптичне явище, яке відбувається при повному місячному затемненні.